# Phalaris arundinacea
Pour les articles homonymes, voir Alpiste.
Baldingère faux-roseau
Espèce
Statut de conservation UICN

 LC  : Préoccupation mineure
Phalaris arundinacea, la baldingère faux-roseau ou alpiste faux-roseau, est une espèce de plantes monocotylédones de la famille des Poaceae (graminées), sous-famille des Pooideae, originaire des régions tempérées de l'hémisphère nord, plus vraisemblablement d'Eurasie.
Ce sont des plantes herbacées vivaces rhizomateuses, aux tiges (chaumes) dressées de 80 à 200 cm de long et aux inflorescences en panicules contractées.
L'espèce est cultivée comme plante fourragère et comme plante ornementale. Elle s'est répandue en Amérique du Nord et dans l'hémisphère Sud où elle est parfois considérée comme une mauvaise herbe envahissante.
Noms vernaculairesaiguillette d'armes, alpiste, alpiste faux-roseau, alpiste roseau, baldingère, baldingère faux-roseau, chiendent, chiendent-ruban, fromenteau, herbe ruban, herbier, phalaris-roseau, roseau panaché, roseau-ruban, ruban, ruban de la Vierge,,.

## Étymologie
Le nom générique « Phalaris », dérive d'un terme latin, phaleris, -idos, transcription  du grec Φάληρίς, dérivé de Φάλός, « blanc », qui désignait une plante à la panicule vert-blanchâtre, vraisemblablement Phalaris canariensis, l'alpiste des Canaries, attesté chez Pline. C'est une allusion aux épillets argentés et luisants. Selon l' Etymological Dictionary of Grasses, le terme grec dériverait de φαλαρός (phalaros) désignant la foulque macroule (Fulica atra) qui porte une tache frontale blanche sur la tête. 
L'épithète spécifique « arundinacea » est un adjectif latin signifiant « semblable au roseau » qui fait référence à la ressemblance des chaumes de grande taille de cette plante avec ceux du roseau,.

## Description

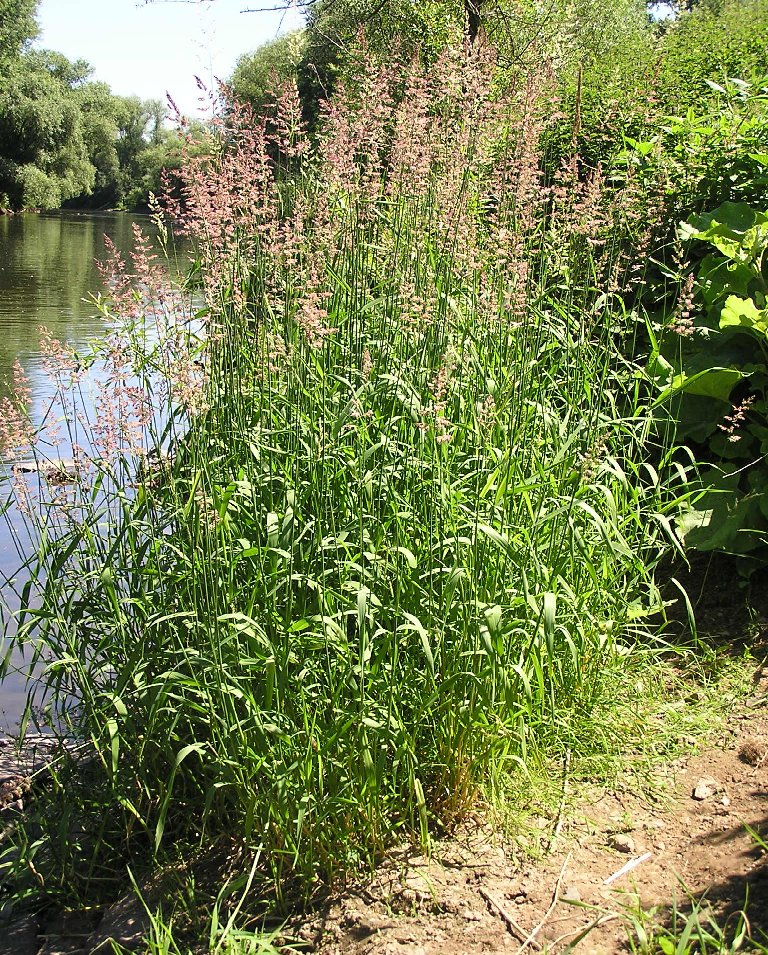
Phalaris arundinacea.

Phalaris arundinacea est une plante herbacée vivace aux rhizomes allongés, écailleux, et aux tiges dressées, fortes, de 80 à 200 cm de long, qui fleurit de mai à juillet (dans l'hémisphère nord).
Toute la partie aérienne de la plante est verte, ses rhizomes, noirs, sont longuement rampants. Elle se présente souvent en touffe, dont les tiges dressées sont fortes aux feuilles au limbe large de 8-20 mm sur 10 à 20 cm de long, scabres vers l'apex. La ligule est large, de forme ovale et obtuse, longue de 2,5 à 16 mm généralement non-déchirée. 
L'inflorescence est une panicule ramifiée, contractée, vert blanchâtre à violacée, aux ramifications primaires appressées, de 7 à 40 cm de long sur 1 à 4 cm de large.
Les épillets fertiles, ovales, fortement comprimés latéralement, pédicellés, ont de 3,5 à 7,5 mm de long et comprennent 2 fleurons stériles à la base et un fleuron fertile, sans extension du rachillet. A maturité, les épillets se désarticulent sous chaque fleuron fertile.
Les glumes qui sous-tendent les épillets sont persistantes, similaires, de forme elliptique ou lancéolée, à l'apex aigu, de 3,5 à 7,5 mm de long, dépassent en longueur l'apex des fleurons.
Elles sont de consistance cartacée, aspéruleuses en surface, et présentent 3 nervures.
Les glumelles sont glabres et luisantes. Les fleurons comptent 2 lodicules membraneuses ciliées, 3 anthères de 2,5 à 3 mm de long  et un ovaire glabre.
Le fruit est un caryopse au péricarpe adhérent, avec un hile linéaire.

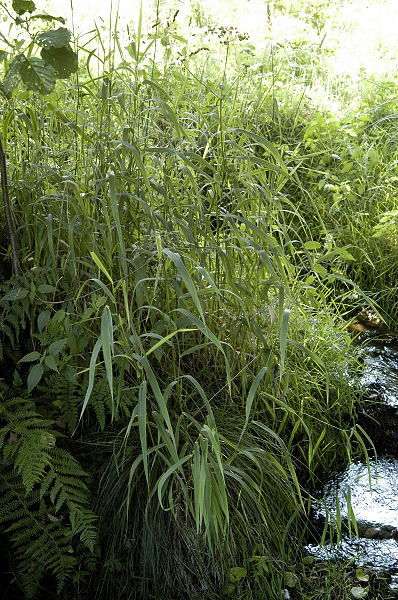
Port général de la plante.
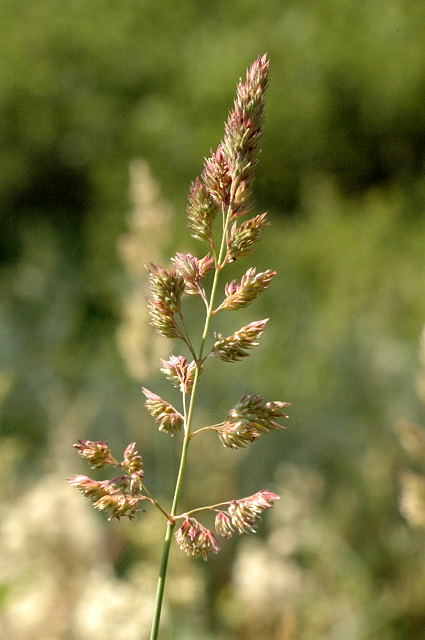
Panicule.
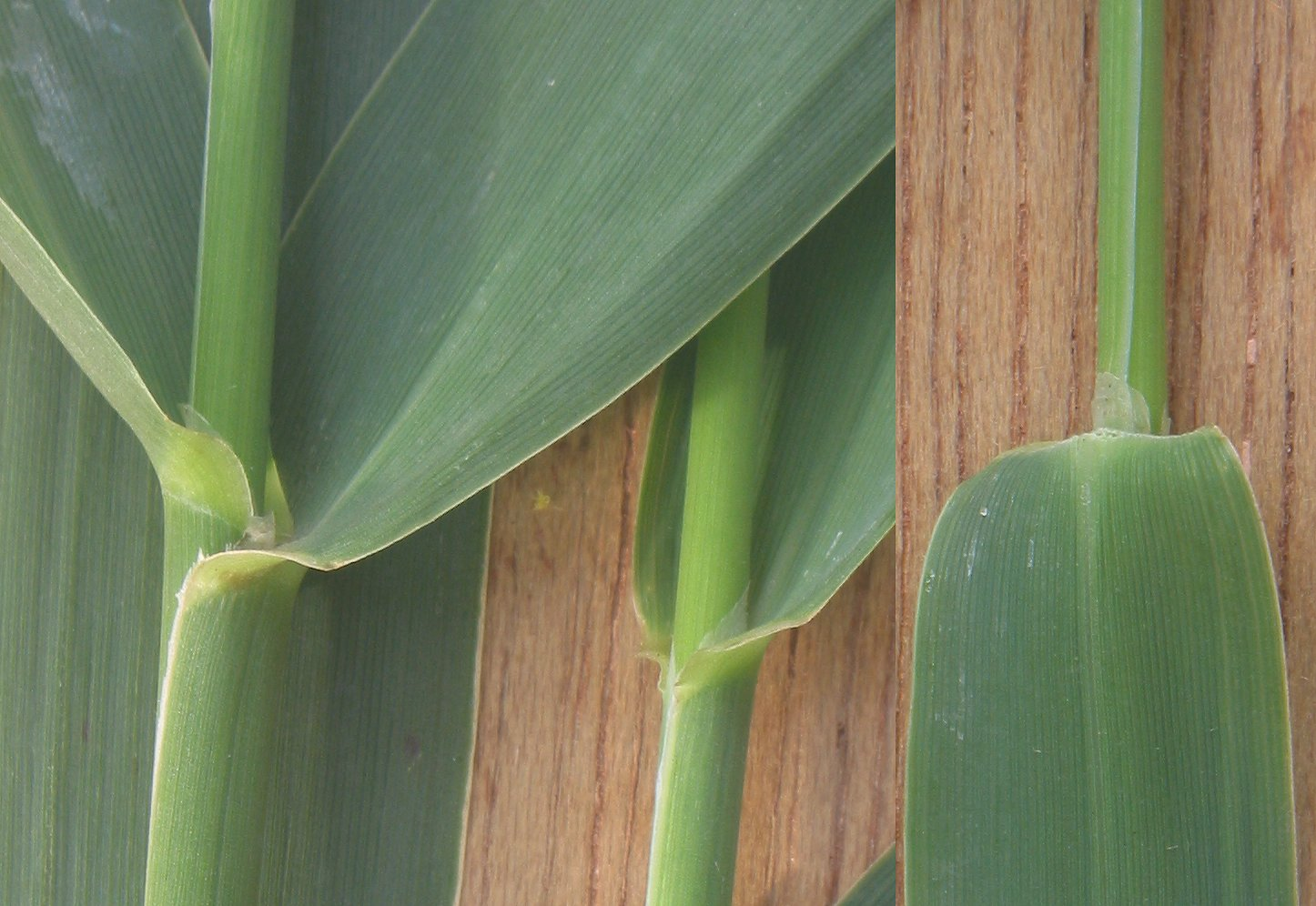
Feuille et ligule.
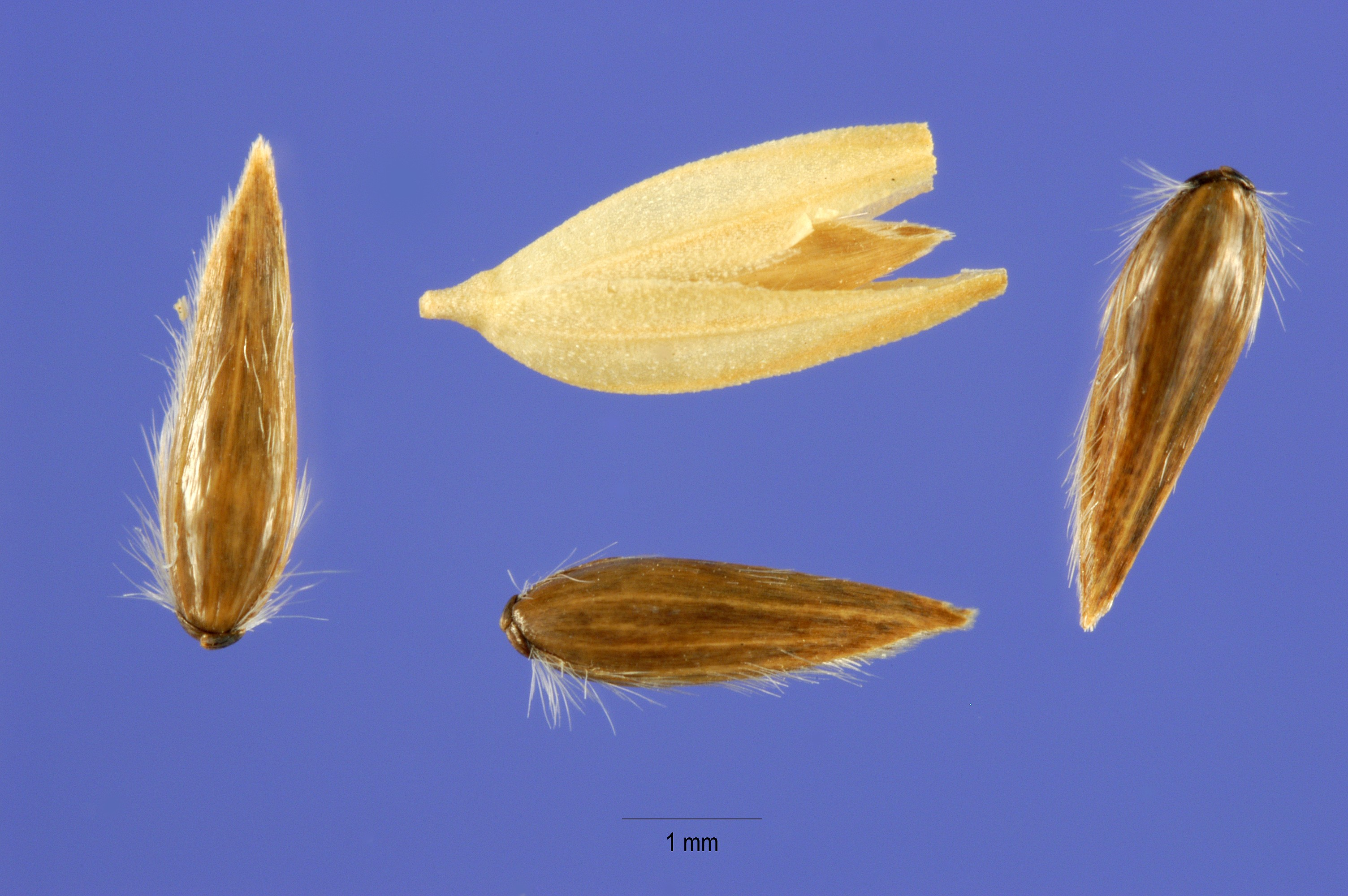
Glumes.

Il est possible de confondre Phalaris arundinacea avec Phragmites australis à ligule remplacée par des poils ou Calamagrostis arundinacea et Calamagrostis epigejos, toutes deux à feuilles moins larges et à panicule dressée (jamais étalée).

## Distribution et habitat
L'aire de répartition de Phalaris arundinacea se déploie sur la totalité de l'hémisphère nord, plus précisément en Europe, en Asie, Afrique du Nord et Amérique du Nord.
L'alpiste faux-roseau est commun dans presque toute la France, Corse comprise mais plus rare en région méditerranéenne. Sa distribution s'élève jusqu'à 1500 m d'altitude, de l'étage collinéen à montagnard et à la base de l'étage sub-alpin.
La Baldingère faux-roseau est une espèce héliophile, voire de demi-ombre. Elle affectionne les sols riches en bases et en éléments nutritifs dont le pH est neutre à légèrement acide. Elle apprécie les sols assez humides à mouillés .
Phalaris arundinacea se plait au sein des rives d'étangs, de lacs et de rivières en particulier au sein des phragmitaies, des cariçaies. Elle apprécie également les ripisylves (les saulaies blanches et autres saulaies arbustives, les aulnaies et les aulnaies-frênaies),.

## Utilisation
Phalaris arundinacea est cultivée comme plante ornementale, il existe des variétés au feuillage panaché de blanc, comme la variété 'Picta', appelée aussi « ruban de la Vierge ». 
L'espèce est aussi  cultivée en tant que plante fourragère. 
La plante peut aussi facilement être transformée en briques ou en granulés pour être brûlée dans les centrales à biomasse.
En outre, elle fournit des fibres utilisées dans la fabrication de pâte à papier.
Des études ont montré que cette espèce présentait un intérêt pour la conservation des sols dans des zones fortement érodées.

## Toxicité
Toute la plante contient des alcaloïdes indoliques très variables selon le lieu et le moment de la récolte. Il s'agit surtout de DMT (diméthyltryptamine) et 5-MeO-DMT (5-méthoxy-diméthyltryptamine), toutes deux étant des substances psychédéliques. On trouve parfois un taux élevé de gramine, alcaloïde très toxique.
On a isolé au moins huit alcaloïdes présents chez Phalaris arundinacea. La teneur totale en alcaloïdes est corrélée négativement avec l'appétence de cette plante pour les ruminants. Parmi ces substances certaines (les tryptamines) sont potentiellement toxiques pour les ovins et les bovins.
Ces alcaloïdes sont en particulier un alcaloïde phénolique (l'hordénine), cinq alcaloïdes indoliques (la gramine et quatre dérivés de la tryptamine) et deux dérivés de la β-carboline (2,9-diméthyl-6-méthoxy-1,2,3,4-tétrahydro-β-carboline et 2-méthyl-6-méthoxy-1,2,3,4-tétrahydro-β-carboline).
On a signalé en 2009 aux États-Unis des cas de « tournis » (staggers) dus à une intoxication à Phalaris arundinacee, affectant des vaches adultes ayant fréquenté des pâturages contenant cette espèce de graminées. Les vaches atteintes présentaient des symptômes de faiblesse, ataxie, parésie des membres postérieurs évoluant vers un couché en décubitus latéral et la mort dans un délai de 2 à 3 jours. Sur le plan histologique, on a constaté une accumulation de pigment granulaire brun clair dans les neurones des cornes grises ventrales de la moelle épinière, le tronc cérébral et le pont, entraînant une distorsion et un gonflement du corps cellulaire, et un déplacement de la substance de Nissl, signe d'une intoxication due à Phalaris spp. L'alpiste roseau identifié dans les pâturages présentait une concentration de tryptamine dans les nouvelles feuilles d'environ 0,2 % en poids frais. Cet alcaloïde, agoniste des récepteurs sérotoninergiques, est le responsable des « tournis » d'origine neurologique chez les ruminants.

## Usages
L'alpiste faux-roseau était vraisemblablement déjà connue dans la Grèce antique, mais on ne sait rien d'un usage traditionnel comme psychotrope. C'est l'analyse phytochimique à l'usage de l'agriculture moderne qui a révélé le caractère psychotrope de Phalaris arundinacea. Depuis les années 1990, les « chamanes des caves » essaient de concocter des analogues de l'ayahuasca, breuvage fort psychotrope d'Amazonie créé à partir d'espèces du genre Banisteriopsis. Un extrait de feuilles  et de racines de Phalaris arundinacea combiné avec Peganum harmala aurait, une fois bu, des effets hallucinogènes similaire à ceux de l'ayahuasca.

## Taxinomie
L'espèce Phalaris arundinacea a été décrite en premier par Linné et publiée en 1753 dans son Species plantarum 1: 55. 1753.  

### Synonymes
Catalogue of Life (8 avril 2018) :
- Arundo colorata Aiton,  nom. superfl.
- Arundo riparia Salisb.,  nom. superfl.
- Baldingera arundinacea (L.) Dumort.
- Baldingera arundinacea var. picta (L.) Nyman
- Baldingera arundinacea var. rotgesii Husn.
- Baldingera arundinacea f. umbrosa Peterm.,  nom. nud.
- Baldingera arundinacea var. variegata Coss. & Germ.
- Baldingera colorata (Sibth.) G.Gaertn., B.Mey. & Schreb.,  nom. superfl.
- Calamagrostis colorata Sibth.
- Calamagrostis variegata With.
- Digraphis americana Elliott ex G.Don,  nom. nud.
- Digraphis arundinacea (L.) Trin.
- Digraphis arundinacea var. picta (L.) Pacher
- Endallex arundinacea Raf. ex B.D.Jacks.
- Phalaridantha arundinacea (L.) St.-Lag.
- Phalaris americana var. picta Eaton & Wright
- Phalaris arundinacea var. colorata (Sibth.) Hartm.
- Phalaris arundinacea var. genuina Hack.
- Phalaris arundinacea var. glauca Gray
- Phalaris arundinacea subsp. hispanica (Coincy) Kerguélen
- Phalaris arundinacea var. japonica (Steud.) Hack.
- Phalaris arundinacea var. leioclada Maire
- Phalaris arundinacea f. luteopicta Voss.
- Phalaris arundinacea f. minor Jansen & Wacht.
- Phalaris arundinacea subsp. oehleri Pilg.
- Phalaris arundinacea f. pallens Stebler ex Hegi
- Phalaris arundinacea f. pallida A.F.Schwarz
- Phalaris arundinacea subsp. picta (L.) Arcang.
- Phalaris arundinacea f. picta (L.) Asch. & Graebn.
- Phalaris arundinacea var. picta L.
- Phalaris arundinacea f. ramifera Junge
- Phalaris arundinacea var. ramosa Gaudin
- Phalaris arundinacea subsp. rotgesii (Husn.) Kerguélen
- Phalaris arundinacea var. rotgesii (Husn.) Litard.
- Phalaris arundinacea f. thyrsoidea (Willk.) Paunero
- Phalaris arundinacea var. thyrsoidea Willk.
- Phalaris arundinacea subsp. typica Paunero
- Phalaris arundinacea f. variegata (With.) Druce
- Phalaris arundinacea var. variegata (With.) Parn.
- Phalaris caesia Nees
- Phalaris colorata P.Beauv.,  nom. nud.
- Phalaris hispanica Coincy
- Phalaris japonica Steud.
- Phalaris monspeliensis Daveau
- Phalaris picta (L.) Sloboda
- Phalaris rotgesii (Husn.) Litard.
- Phalaris tuberinacea Coville & Ciald.
- Phalaroides arundinacea (L.) Rauschert
- Phalaroides arundinacea subsp. caesia (Nees) Tzvelev
- Phalaroides arundinacea subsp. japonica (Steud.) Tzvelev
- Phalaroides arundinacea var. kuzenevae Tzvelev
- Phalaroides arundinacea subsp. oehleri (Pilg.) Valdés & H.Scholz
- Phalaroides arundinacea var. picta (L.) Tzvelev
- Phalaroides arundinacea subsp. rotgesii (Husn.) Valdés & H.Scholz
- Phalaroides caesia (Nees) Holub
- Phalaroides hispanica (Coincy) Holub
- Phalaroides japonica (Steud.) Czerep.
- Phalaroides picta (L.) Prob.
- Phalaroides rotgesii (Husn.) Holub
- Typhoides arundinacea (L.) Moench
- Typhoides arundinacea f. colorata (Sibth.) Soó
- Typhoides arundinacea var. japonica (Steud.) Tzvelev
- Typhoides arundinacea subsp. rotgesii (Husn.) Gamisans
- Typhoides arundinacea f. schwarzii Soó
- Typhoides arundinacea f. umbrosa (Peterm.) Soó

### Liste des sous-espèces et variétés
Selon Catalogue of Life (8 août 2014) :
- variété Phalaris arundinacea var. picta

Selon Tropicos (8 avril 2018) (Attention liste brute contenant possiblement des synonymes) :
- sous-espèces :
  - Phalaris arundinacea subsp. bulbosa Paunero
  - Phalaris arundinacea subsp. hispanica (Coincy) Kerguélen
  - Phalaris arundinacea subsp. oehleri Pilg.
  - Phalaris arundinacea subsp. picta (L.) Arcang.
  - Phalaris arundinacea subsp. rotgesii (Foucaud & Mandon ex Husn.) Kerguélen
- variétés :
  - Phalaris arundinacea var. arundinacea
  - Phalaris arundinacea var. colorata Hartm.
  - Phalaris arundinacea var. japonica (Steud.) Hack.
  - Phalaris arundinacea var. latifolia Henrard ex Jansen
  - Phalaris arundinacea var. leioclada Maire
  - Phalaris arundinacea var. minor (Retz.) Paunero
  - Phalaris arundinacea var. picta L.
  - Phalaris arundinacea var. rotgesii (Foucaud & Mandon ex Husn.) Litard. ex Briq.
  - Phalaris arundinacea var. thyrsoidea Willk.
  - Phalaris arundinacea var. variegata Parn.